# Ngasemlemahbang
Ngasemlemahbang is een bestuurslaag in het regentschap Lamongan van de provincie Oost-Java, Indonesië. Ngasemlemahbang telt 1271 inwoners (volkstelling 2010).